# Топіарі
Чагарникова скульптура (топіарі) — фігурна стрижка дерев і чагарників, або скульптури з моху і металевого каркаса. Одне з найстаріших садово-паркових мистецтв. Майстри топіарі можуть надавати рослинам різні форми, наприклад тварин, архітектурних споруд, людей і т. ін.

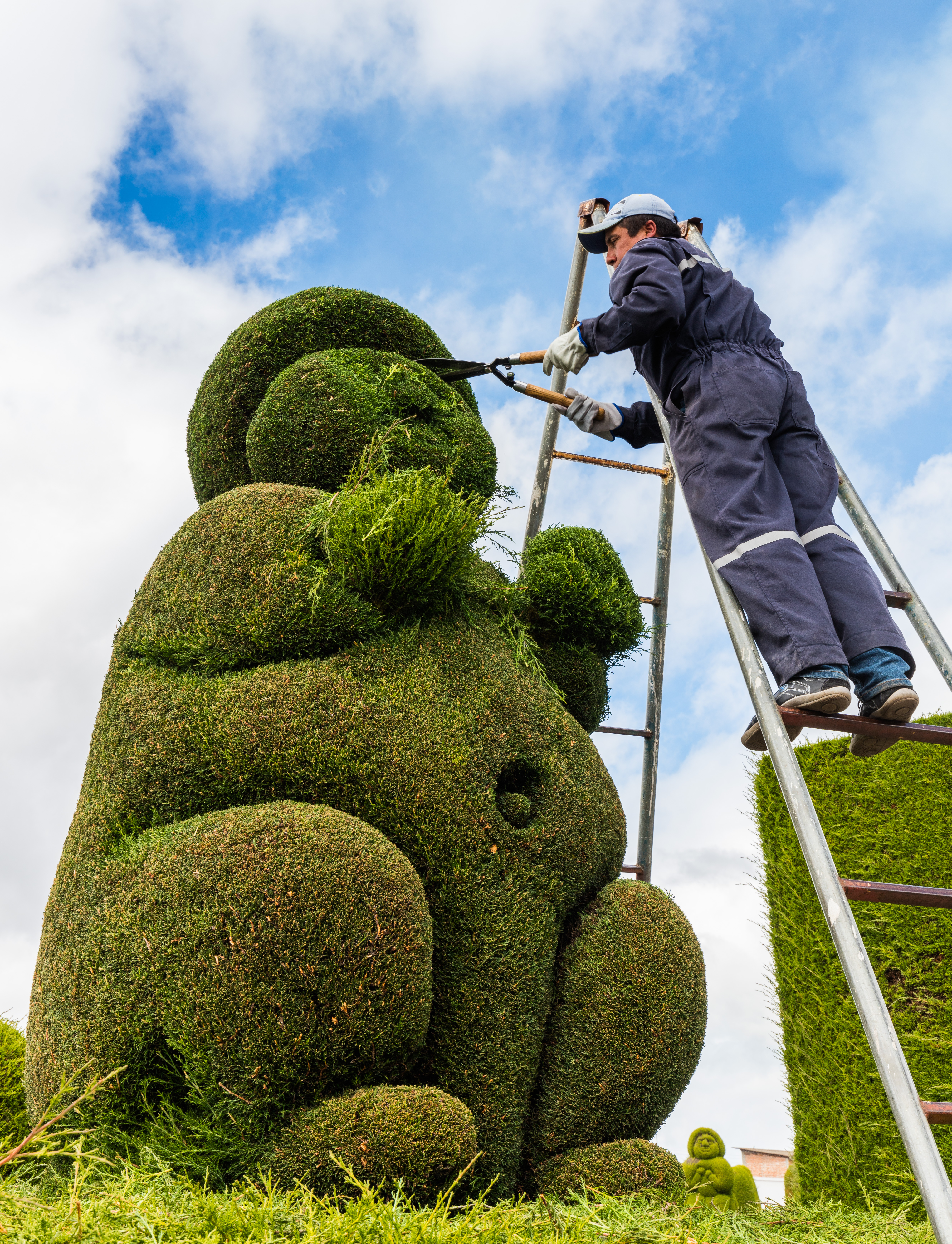

Англійське слово «topiary» походить від грец. τόπος — місце. Воно позначає візерункові або уявні фігури для ландшафту. У латинській мові topiarius означало «садівник», topiaria — садівниче мистецтво.

## Історія виникнення
Спочатку топіарі з'явився в стародавнії Греції. У той час країна на всю Європу була відома саме своїми скульпторами, архітекторами, декораторами. Тоді топіарі — це були справжні дерева, але яким задана певна форма. А їх крони прикрашалися усіма можливими способами, починаючи від виточеної деревини, закінчуючи фігурною різкою самих гілок.
Вважається, що найпершим прикладом топіарі були висячі сади Семіраміди — одне з семи чудес світу. Інше значення поняття топіарі  (від topiarius, лат.) — це назва професії. У Стародавньому Римі для садових робіт були раби — топіарії, завданням яких було підтримувати красу і порядок на ввіреній їм ділянці в саду.
Пізніше топіарне мистецтво розвивалося у Франції, а саме, у Версальському палаці. Архітектори Версаля створювали сади із дерев з фігурною кроною, які цілий рік прикрашали околиці палацу. У XVI—XVII століттях історія топіарного мистецтва переживала свій розквіт. Так звана «рослинна архітектура» стала популярнішою за садову флористику. На території Україні перші приклади топіарного мистецтва з'явилися на початку XVIII століття.
Європейський топіарі бере свій початок з часів Римської імперії. В Японії під топіарі увазі мистецтво бонсай. У період Ренесансу в Європі стали з'являтися сади, в яких рослини були виконані у формі куба, кулі, піраміди, моделі дерев, форми зображують людей, тварин та інші об'єкти. Топіарі в той час був широко представлений в Версалі. Топіарі був також широко поширений в Голландії, і звідти мода на топіарі з 1660 року прийшла до Англії, де отримала потужний розвиток.
Сучасне використання топіарі можливе навіть на приватній ділянці, завдяки недорогим матеріалам та власноруч зробленим скульптурам.

## Види топіарі
Виріб не є повтором рослин, що існують в природі. Кожен виріб, це політ творчої думки майстра, результат відтворення авторської ідеї. Існує два основні види декоративних дерев: 
1. Кімнатний топіарі
2. Вуличний топіарі

Різновиди кімнатних топіаріїв:
- Кавове деревце;
- Грошове деревце з монет;
- Гранатове деревце;
- Топіарій з креповой паперу;
- Топіарій з квітками з полімерної глини;
- Топіарій з каштанами чи жолудями;
- Новорічний топіарій з ниток;
- Деревце з використанням сизалевих кульок;
- Деревце з Фунтиками з органзи;
- Кавово-монетне деревце-гаманець.

## Склад
Стандартний кімнатний топіарі складається з:
Крони - головна частина топіарі. Варіанти декору обчислюються сотнями. Від простих кавових зерен до вишуканих квітів з холодної порцеляни. Умільці використовують для прикраси клаптики тканин, фетр, пір'я, морські мушлі, паперові серветки, шишки, кавові зерна, намистини і штучні квіти. Вибір матеріалу залежить від ідеї і концепції виробу, тематики свята або стилістичного напряму в інтер'єрі.
Основа. Її можна створити своїми руками з грудки газет, з повітряної кульки і монтажної піни, з паперу методом пап'є-маше. А можна просто купити пінопластову заготовку для виробу в магазині, що спеціалізується на продажу товарів для рукоділля.
Стовбур. Виготовляють його з того, що нагадує за формою стовбур — паличка, гілочка, олівець, тонкий картонний рулон. Кожен конкретний майстер-клас описує, що може стати основною виробу, і чи можна стовбур зробити своїми руками.
Горщик. Пропорції горщика можуть бути різними. Ви можете як купити готовий вазончик, так і створити горщик для деревця своїми руками. Навіть простий пластиковий стаканчик можна перетворити до невпізнання. Іноді на горщик друкують відповідне фото.
Декорування відбувається в процесі створення виробу. Так, в джерелі, за яким ви працюєте, топіарій може бути одним, але ви, вносячи свої задуми і декоруючи, наприклад, прикрашаючи горщик або стовбур, отримаєте в результаті більш досконале деревце.